# Dolionok
A dolionok ókori nép, amely az argonautákat útjuk során szívesen fogadta, de azután éjjel tévedésből véres harcba keveredett velük. Müsziában laktak, közel Küzikoszhoz, az Aesepus és a Rhyndacus folyók közt. 
Apollóniosz Rhodiosz, Sztrabón és Idősebb Plinius említi őket.